# Marlers
Marlers település Franciaországban, Somme megyében. Lakosainak száma 148 fő (2022. január 1.). Marlers Fourcigny, Hescamps, Lignières-Châtelain, Meigneux és Morvillers-Saint-Saturnin községekkel határos.

## Népesség
A település népességének változása:
| Lakosok száma | 142  | 139  | 141  | 143  | 144  | 146  | 146  | 148  |
|               | 2013 | 2015 | 2017 | 2018 | 2019 | 2020 | 2021 | 2022 |